# Ry Tanindrazanay malala ô
Ry Tanindrazanay malala ô (Ô, Notre Chère Patrie / Ô Terre de nos ancêtres bien-aimés) est l'hymne national de Madagascar depuis 1958. Il a été écrit par le pasteur Rahajason et composé par Norbert Raharisoa (1913-1963).
L'hymne national de la jeune République Malgache a été présenté officiellement lors de la proclamation de la 1re République le 14 octobre 1958 au lycée Gallieni d'Andohalo en présence du maire d'Antananarivo Stanislas Rakotonirina.
La première chorale mixte ayant eu l’honneur de chanter l’hymne a été  composée d’élèves de l’École Normale des Jeunes Filles d’Avaradrova et de l’École Normale de Mahamasina.

## Histoire
Entre septembre 1945 et février 1946, Norbert Raharisoa arrange à Lyon en France, un hymne de guerre de la Reine Ranavalona 1ère. Cet arrangement fut joué pour la première fois à Paris, le 20 février 1946 par l’orchestre du 19e escadron du train des équipages français, à l’occasion de la présentation, au Foyer du rapatrié et du combattant, des députés Joseph Raseta, Joseph Ravoahangy-Andrianavalona et Said Mohammed Cheik. En 1958, le pasteur Rahajason écrit un poème sur cette musique qui est retenu comme hymne national malgache par un comité ad hoc parmi 68 propositions,,.
Cependant les conditions et l'organisation de l'appel à projet, tout comme la composition de comité destiné à designer le lauréat avait déjà fait l'objet de critiques à l'époque.
Ainsi, une version enregistrée avait été demandée aux candidats. Mais cette exigence ne pouvait être remplie que par des personnes nanties susceptibles de pouvoir financer l'accès aux outils techniques permettant une réalisation aussi couteuse à cette époque. Même si Radio Tananarive se porta volontaire pour enregistrer les bandes sons des candidats, de nombreux témoignages rapportent que plusieurs d'entre eux qui avaient pu faire le déplacement jusqu'à la capitale n'ont pas été reçus par la station de radio.
La composition du comité fait aussi débat puisque beaucoup considèrent, il n'est pas représentatif de la diversité de l'ensemble de l'île. En effet, la totalité de ses membres sont des hommes, si les six politiciens proviennent des six provinces malgaches, huit des neuf techniciens spécialistes en musicologie viennent de la capitale et sont issus de l’ethnie Merina.
En 1975, le régime Ratsiraka, dans le cadre de sa politique de « malgachisation », envisage l'éventualité d'un changement d’hymne, considérant que le style de Ry Tanindrazanay malala ô était trop influencé par la musique occidentale, mais l'idée est finalement abandonnée. En 1992, quelques hommes politiques proposent également de remplacer par un autre chant non moins célèbre, le Madagascar Tanindrazanay !, hymne du parti MDRM qui, à l’époque comptait parmi les musiques les plus écoutées par les Malgaches, projet qui fut lui aussi abandonné.

## Paroles
| 1er couplet | Ry Tanindrazanay malala ô ! Ry Madagasikara soa, Ny fitiavanay anao tsy miala, Fa ho anao ho anao doria tokoa.         | Ô notre patrie bien aimée ! Ô belle Madagascar, Notre amour pour toi reste, Et demeure à jamais.                                               | |
|             | Refrain | | |
|             | Tahionao ry Zanahary Ty Nosindrazanay ity. Hiadana sy ho finaritra He ! sambatra tokoa izahay.                         | Protège et garde, ô Créateur Cette île de nos ancêtres. Dans la sérénité et dans la joie Et nous serons bienheureux.                           | Protège et garde, ô Créateur Cette île de nos ancêtres. Dans la sérénité et dans la joie Et nous serons bienheureux. |
| 2e couplet  | Ry Tanindrazanay malala ô ! Irinay mba hanompoana anao. Ny tena sy fo fanahy anananay, Zay sarobidy sy mendrika tokoa. | Ô notre patrie bien aimée ! Notre vœu est de te servir. Notre corps, notre cœur et notre âme, Ce qui nous est cher et précieux te sont dévoués | |
|             | Refrain | | |
| 3e couplet  | Ry Tanindrazanay malala ô Irinay mba hitahiana anao, Ka ilay Nahary izao tontolo izao No fototra ijoroan'ny satanao.   | Ô notre patrie bien aimée Notre vœu est de te protéger Le créateur de l'univers Est le pilier de notre engagement.                             | |
|             | Refrain | | |

## Membres de jury
Le concours en vue de sélectionner l'hymne national s'est déroulé du 10 mars 1959 au 24 Mars 1959 avec le soutien de la Radio Tananarive. Six sur quinze des membres du jury étaient des députés, venus des six provinces, parmi les neufs doecialistes :
- Victor Randzavola, secrétaire du jury, l’organiste de l’église d’Amboninampamarinana.
- Jean Bernarson est un pianiste, professeur de musique, enseignant dans la rue Andriandahifotsy (anciennement rue Romain Desfossés).
- Étienne Ramboatiana, professeur de musique, auteur et compositeur

- Georges Rahoerson, chef d’orchestre et compositeur, bassiste au sein de l’orchestre philharmonique de Tananarive dans les années 50.
- Jérome Rakotomanga connu aussi sous le nom « Ramangamanga », Chef de Musique du Gouvernement ,
- Gilbert Ramiarison, ancien étudiant de musique au Conservatoire de Paris. Il était professeur de musique et auteur-compositeur.
- Charles Rasoanaivo, lauréat du Conservatoire de Montpellier, professeur de musique[1],[6].

## Critères de sélection
- que l’hymne soit jouable avec un instrument qui puisse être utilisé partout à Madagascar,
- que la mélodie soit transcriptible en solfège,
- que l’hymne représente toute l’île, tant au niveau des paroles, de la rythmique que de la mélodie,
- que les paroles de cet hymne évoquent la paix et l’harmonie, contrairement à La Marseillaise[7].